# Alloderma
Alloderma is een geslacht van vliesvleugeligen uit de familie Pteromalidae. De wetenschappelijke naam van dit geslacht is voor het eerst geldig gepubliceerd in 1904 door Ashmead.

## Soorten
Het geslacht Alloderma is monotypisch en omvat slechts de volgende soort:
- Alloderma maculipennis Ashmead, 1904